# Альціон тиморський
Альціо́н тиморський (Todiramphus australasia) — вид сиворакшоподібних птахів родини рибалочкових (Alcedinidae). Мешкає в Індонезії і Східном Тиморі.

## Підвиди
Виділяють три підвиди:
- T. a. australasia (Vieillot, 1818) — острови Ломбок, Сумба, Тимор, Ветар і Романґ[en];
- T. a. dammerianus (Hartert, E, 1900) — острови Леті[en], Моа[en], Дамар[en] і Бабар[en];
- T. a. odites (Peters, JL, 1945) — острови Танімбар.

## Поширення і екологія
Тиморські альціони мешкають на Малих Зондських і Молуккських островах. Вони живуть в густих вологих і сухих тропічних лісах, на плантаціях і в садах. Зустрічаються на висоті до 700 м над рівнем моря.

## Збереження
МСОП класифікує стан збереження цього виду як близький до загрозливого. Тиморським альціонам загрожує знищення природного середовища.